# ألفرد فريدمان
ألفرد فريدمان (بالإنجليزية: Alfred Freedman)‏ هو طبيب نفسي أمريكي، ولد في 7 يناير 1917 في ألباني في الولايات المتحدة، وتوفي في 17 أبريل 2011 في مانهاتن في الولايات المتحدة.